# CoRoT-20b
CoRoT-20b là hai ngoại hành tinh quanh ngôi sao CoRoT-20 và CoRoT-20c. Hai ngoại hành tinh phát hiện vào năm 2011 bằng sử dụng phương pháp quá cảnh. Khối lượng to hơn Mộc Tinh là 4.24 lần Khối lượng Sao Mộc. Khoảng cách từ ngôi sao - hành tinh chính là gần 0.0902 AU gần hơn Sao Thủy là 0.4 AU, chu kì tự quay mất 10 ngày nhanh hơn Sao Thủy là mất 88 ngày. Hai ngoại hành tinh CoRoT-4b và c. Nhiệt độ bề mặt chính là 1002°K (Sao Mộc nóng). Bán kính là 0.84 lần Bán kính Sao Mộc.